# Palazzo Gambacorti
Palazzo Gambacorti è un edificio storico di Pisa, sede dell'amministrazione comunale e dei più famosi palazzi sui lungarni di Pisa. 
Si trova sul Lungarno Gambacorti, tra le vie Toselli e Degli Uffizi, presso l'imbocco a sud del Ponte di Mezzo. 

## Storia
Fu edificato su incarico di Pietro Gambacorti tra il 1370 e il 1392, forse su progetto di Tommaso Pisano, figlio di Andrea Pisano. La famiglia Gambacorti faceva parte della ricca nobiltà mercantile pisana, con vasti possedimenti in Valdera.
Fu durante il Quattrocento che il palazzo cambiò destinazione, divenendo sede, anziché privata, di una magistratura pubblica, i Consoli del Mare, della Dogana e successivamente dei Priori cittadini. Nel 1533 tornò privato, passando alla famiglia Del Tignoso, i quali lo ingrandirono inglobando dall'interno i due edifici ai due lati, che ancora oggi fanno parte del complesso ma dall'esterno appaiono come edifici diversi. Nel 1698 i Lorena lo ripresero e vi posero le Magistrature. Nell'Ottocento ospitò l'Archivio di Stato, la Caserma del Corpo dei Pompieri e della Guardia Comunale.
Dal 2012 al 2015 furono restaurate le sale Rossa e delle Baleari, intervenendo sia sugli affreschi che sui soffitti.

## Descrizione

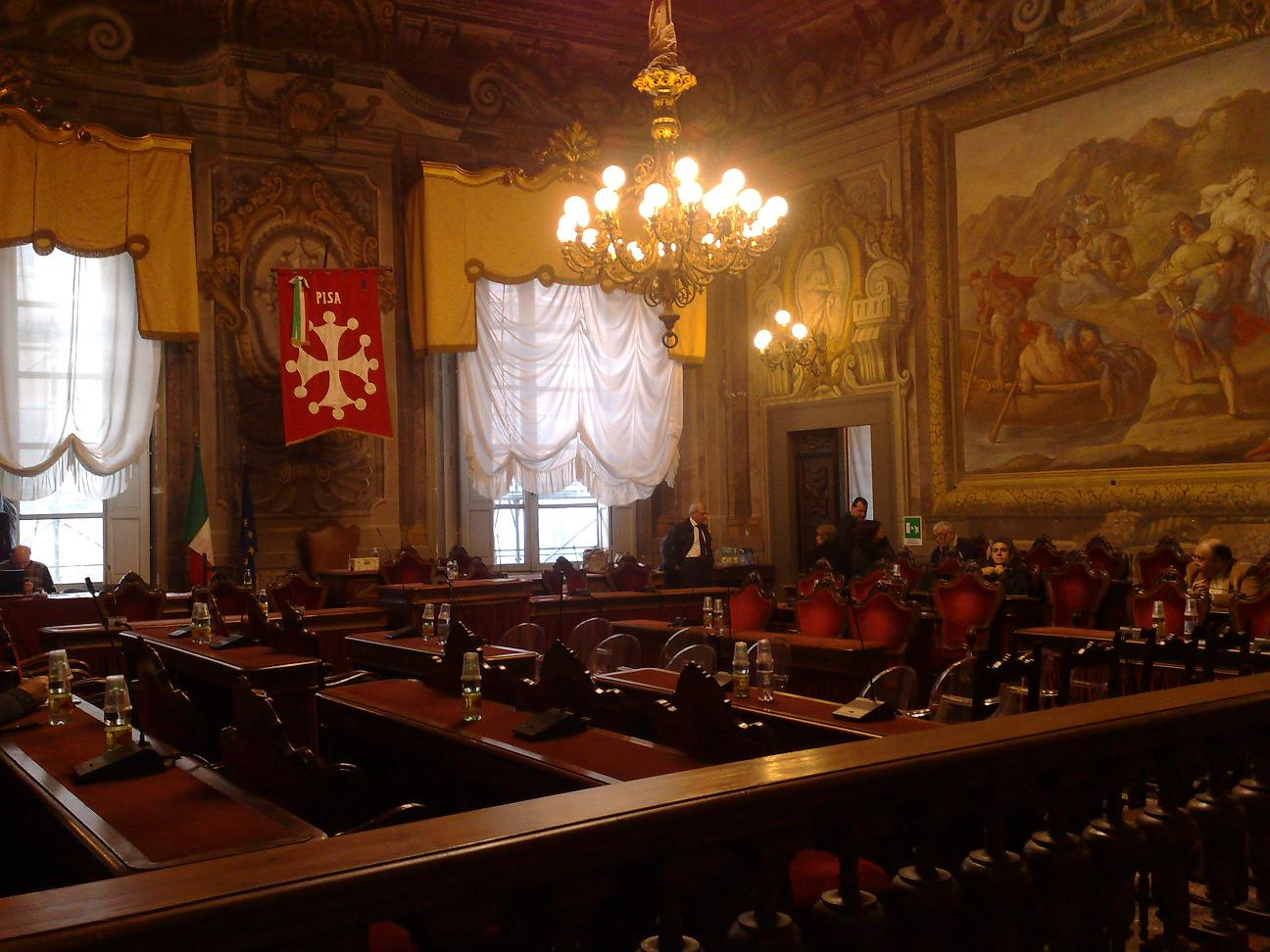
La Sala delle Baleari, ad oggi usata per le sedute del consiglio comunale

La facciata trecentesca, in stile gotico, presenta un'alternanza di materiali bicromatici bianchi e neri, il tutto adornato con eleganti bifore. Sul retro in via Toselli esiste anche una facciata seicentesca attribuita a Pietro Francavilla, composta da alti finestroni con timpani semicircolari e un imponente portale con lo stemma mediceo.
Nell'interno si trovano diverse sale di rappresentanza e uffici dell'amministrazione comunale. L'atrio d'ingresso, finemente voltato, viene sporadicamente utilizzato per alcune esposizioni temporanee. Al secondo piano si trovano tre sale di particolare interesse artistico. La prima di queste, la sala Rossa, così chiamata per il colore della tappezzeria che ne riveste le pareti, presenta l'affresco al soffitto Pisa che rende omaggio a San Ranieri di Giuseppe e Francesco Melani. La sala delle Baleari è la più grande e riccamente decorata, presenta infatti un elegante soffitto a cassettoni e gli affreschi celebranti le vittorie marittime della Repubblica di Pisa. Nello specifico si trovano ai lati La conquista delle Baleari e L'impresa di Sardegna, entrambi di Giacomo Farelli e realizzati nel 1693, celebranti le imprese pisane rispettivamente nella spedizione alle isole Baleari e nelle spedizioni pisano-genovesi per la Sardegna. L'affresco centrale, l'Espugnazione di Gerusalemme ad opera dei Pisani, fu realizzato da Cesare Dandini nel 1695 per celebrare la conquista di Gerusalemme del 1099 durante la Prima crociata. Infine, nella sala degli Stemmi, dove vengono abitualmente svolti i matrimoni civili, presenta gli stemmi araldici delle varie famiglie al comando della città, compresi i podestà e sindaci dopo l'Unità d'Italia. 

## Galleria d'immagini

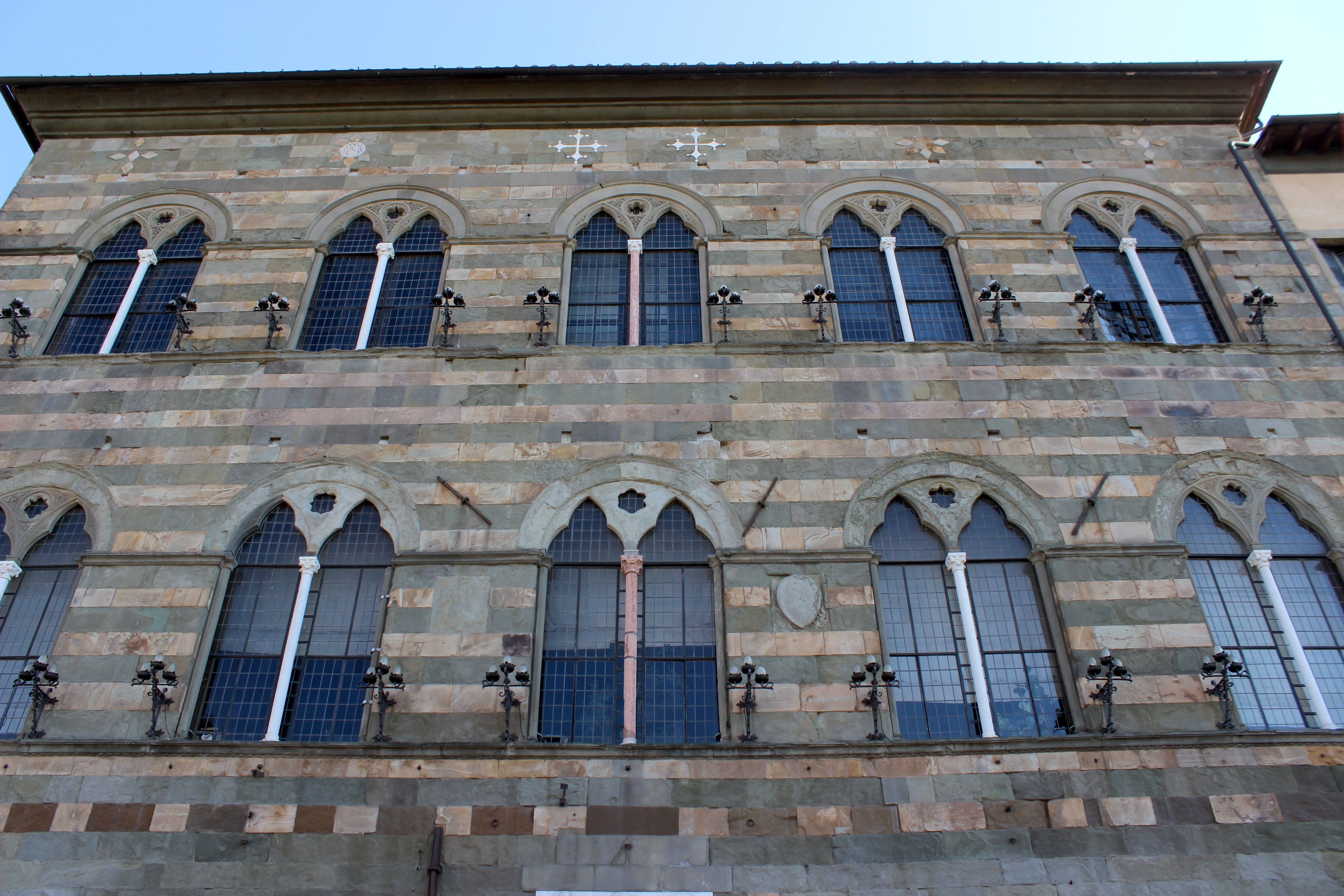
Particolare della facciata nord
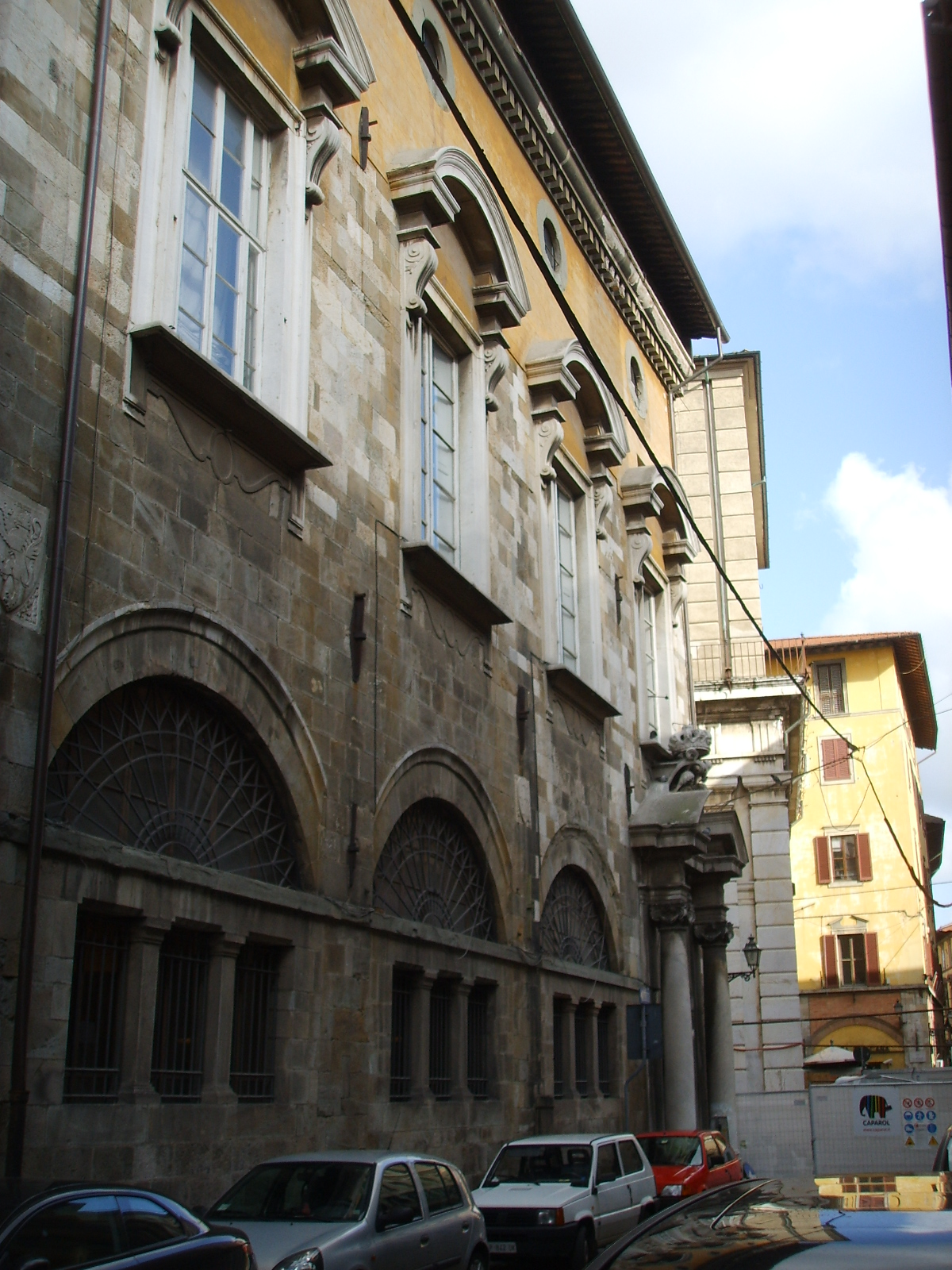
La facciata posteriore
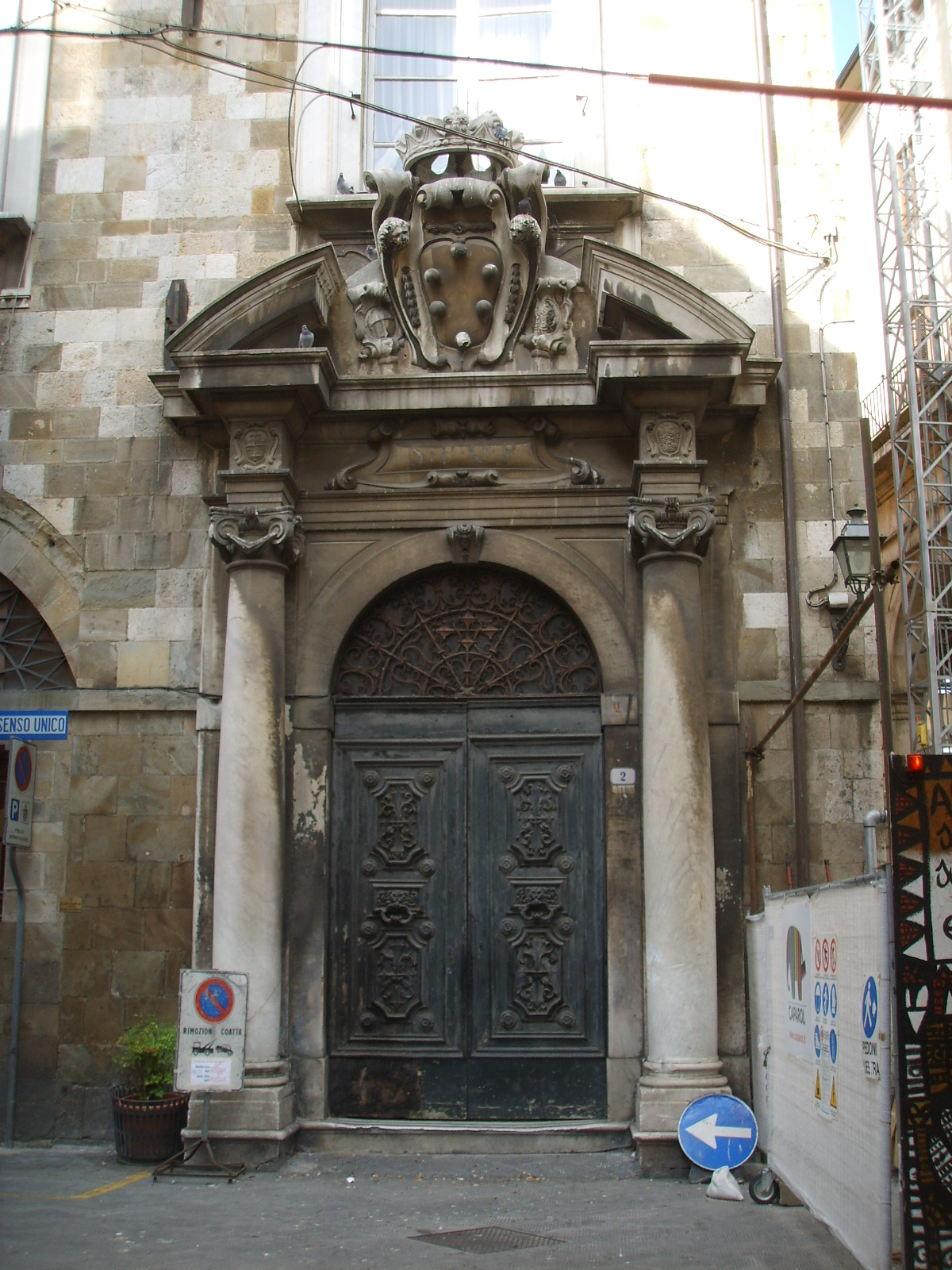
Il portale posteriore
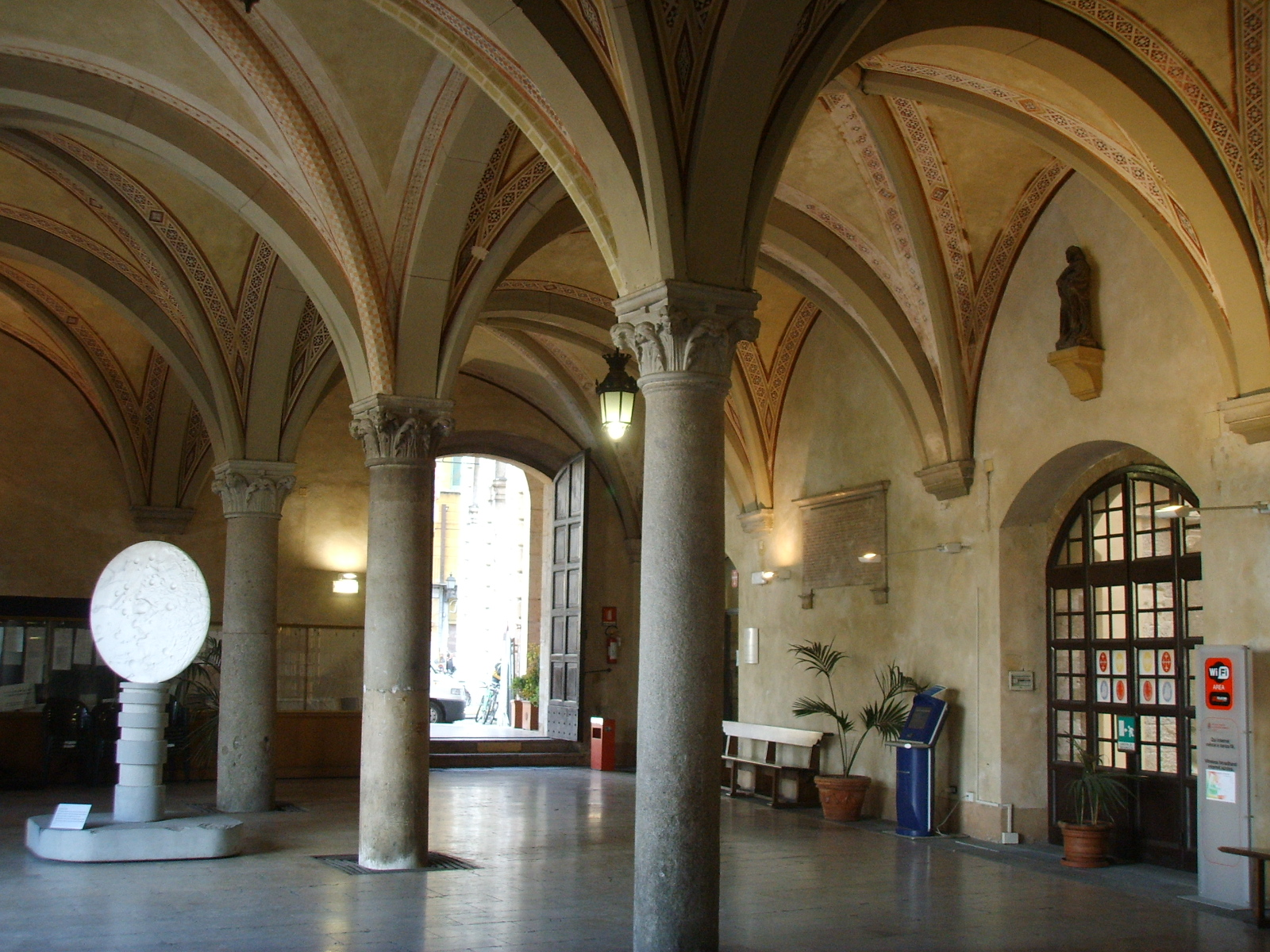
L'atrio d'ingresso sul Lungarno
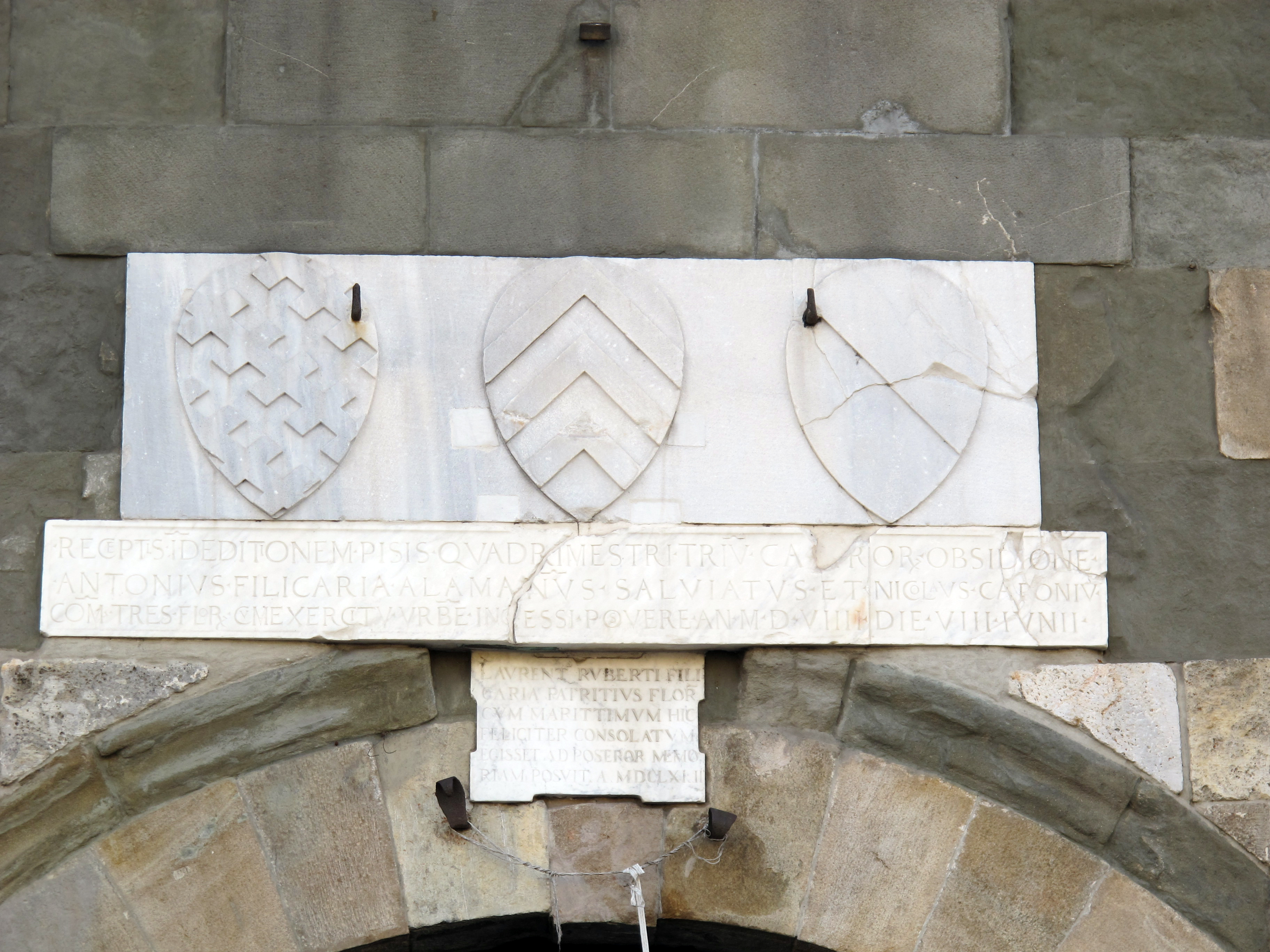
Stemmi sul portale nord
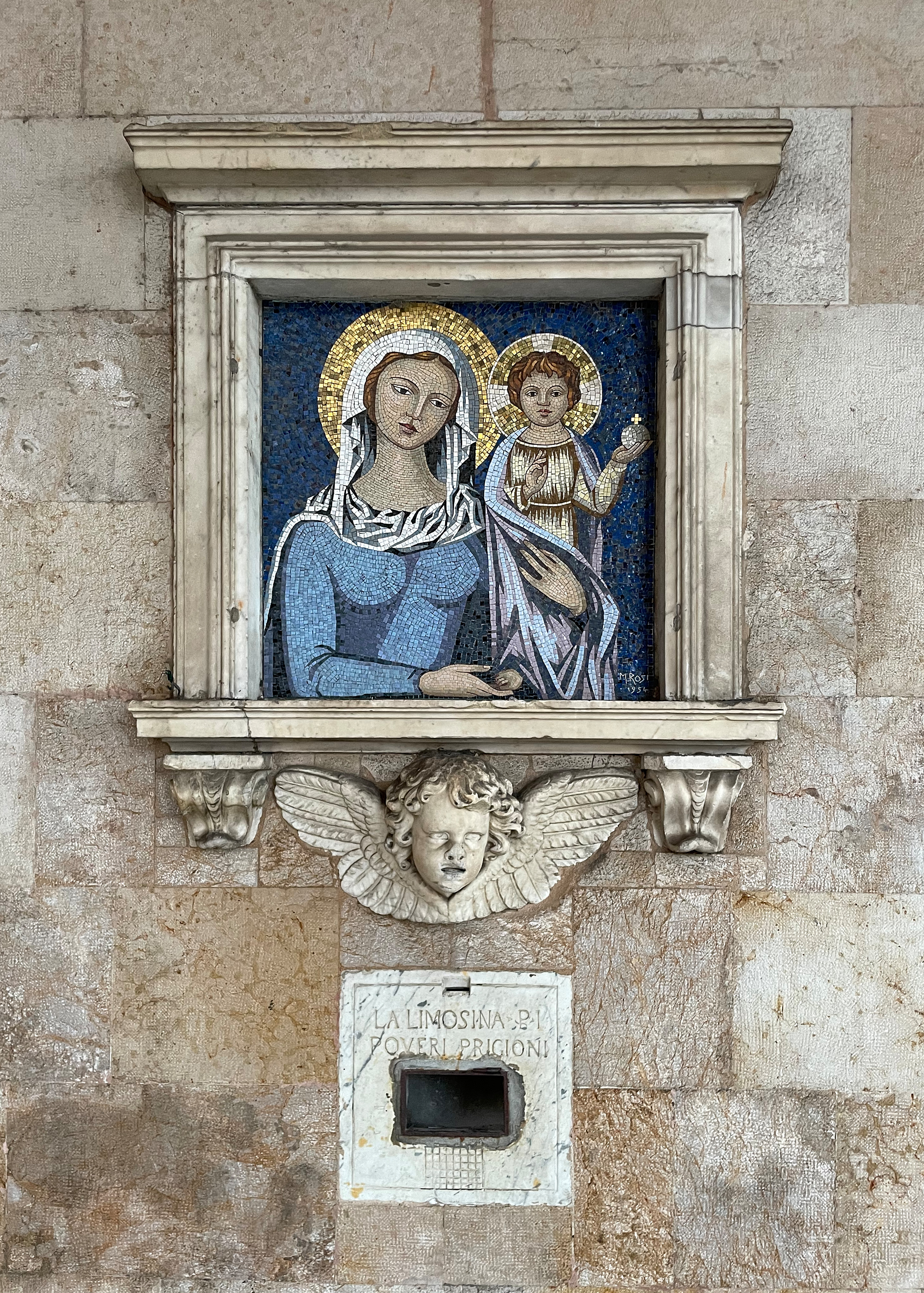
Mosaico sulla parete est